# Sieglinde Weichert
Sieglinde Frieda Weichert (verehelichte Rampp; * 25. Januar 1905 in Aachen; † 21. August 2001 in Basel) war eine deutsche Schauspielerin, Hörspielsprecherin und Hochschullehrerin.

## Leben und Wirken
Sieglinde Weichert war die Tochter des Theaterregisseurs Richard Weichert und der Schauspielerin Paula Stahl. Ab 1913 wuchs sie in Basel auf, wo sie auch ihre Schulausbildung absolvierte. Erste Theaterengagements hatte sie in den Jahren 1921 bis 1929 am Stadttheater Schaffhausen, dem Schauspielhaus Zürich, dem Staatstheater Stuttgart und dem Leipziger Schauspielhaus. Bis 1944 folgten Engagements in Aussig, Brünn, Innsbruck, Remscheid, Salzburg, Linz, Saarbrücken und Olmütz. Im Jahr 1946 war sie Mitbegründerin der späteren Drei-Länder-Eck-Bühne in Lörrach. Hier bekleidete sie unter anderem Rollen in Shaws Pygmalion, Schillers Kabale und Liebe und Goethes Iphigenie auf Tauris. Danach wirkte sie an diversen Schweizer Bühnen. Ihr letzter Theaterauftritt erfolgte in der Spielzeit 1982/83 am Theater Basel.
Zwischen 1925 und 1978 war Weichert an verschiedenen Hörspielaufnahmen und Hörbuchproduktionen beteiligt. 1973 war sie Mitwirkende in der ZDF-Fernsehserie Zwischen den Flügen. Weiterhin wirkte sie über Jahre als Lehrerin für Sprachgestaltung an der Musik-Akademie der Stadt Basel und an der Schauspielschule „Renato Cibolini“ ebendort.
Sieglinde Weichert starb 2001 in Basel.

## Bildnerische Rezeption
Der Maler Sophus Hansen fertigte im Jahr 1936 ein Bildnis in Öl der Schauspielerin an. Das Gemälde befindet sich heute im Museumsberg Flensburg.

## Filmografie
- 1973: Zwischen den Flügen (Fernsehserie, eine Folge)

## Hörspiele (Auswahl)
- 1925: August Strindberg: Ostern – Regie: Julius Witte
- 1926: Reinhard Sorge: Der Bettler – Regie: Julius Witte
- 1953: Herbert Reinecker: Vater braucht eine Frau – Regie: Helli Stehle
- 1954: R. C. Sherriff: Die weiße Nelke – Regie: Hans Hausmann
- 1971: Jeremias Gotthelf: Die Wahl – Regie: Andreas Weber-Schäfer
- 1975: Rodney David Wingfield: Auf Provisionsbasis – Regie: Willy Buser
- 1977: Robert Lord: Die Leiche im Park – Regie: Willy Buser
- 1978: Graham Blackett: Verletzungen – Regie: Claude Pierre Salmony